# Depresión de Huancabamba
La depresión de Huancabamba es el sector más bajo de la cordillera de los Andes, ubicado en el sur del Ecuador en la provincia de Loja hasta el norte del Perú. La depresión interrumpe las cadenas central y oriental de la cordillera, en tanto el río Marañón cambia de curso para drenar con sus tributarios en dirección este hacia el llano amazónico. El punto más bajo de la Cordillera Occidental es el paso de Porculla, a 2145 metros sobre el nivel del mar.
La región tiene gran importancia por su biodiversidad y endemismo. La depresión de Huancabamba es sede del bosque seco del Marañón, formando una conexión biogeográfica entre los bosques de la costa del Pacífico y los de la Amazonía, también es una irrupción biogeográfica entre los Andes septentrionales y los Andes centrales.
Abarca en la parte alta bosques nublados, bosque montano y páramo, mientras que en parte baja domina el bosque seco. La zona se caracteriza por tener bosques fragmentados.

## Geografía
La depresión de Huancabamba es un paso de montaña que separa la cordillera de los Andes en los Andes septentrionales y los Andes centrales, marcando una de las transiciones en la geografía de América del Sur. Se extiende aproximadamente a lo largo del paralelo 6° S y tiene una altitud promedio de alrededor de 2,000 metros sobre el nivel del mar, lo que la hace significativamente más baja que las cadenas montañosas circundantes. Esta característica altitudinal facilita la conexión entre las cuencas del Pacífico y el Atlántico, sirviendo como una ruta natural para los vientos y las especies, influyendo en el clima y la biodiversidad de la región. La cuenca de Huancabamba, de la que forma parte, es drenada por los ríos Huancabamba y Chamaya, que son tributarios del río Marañón.

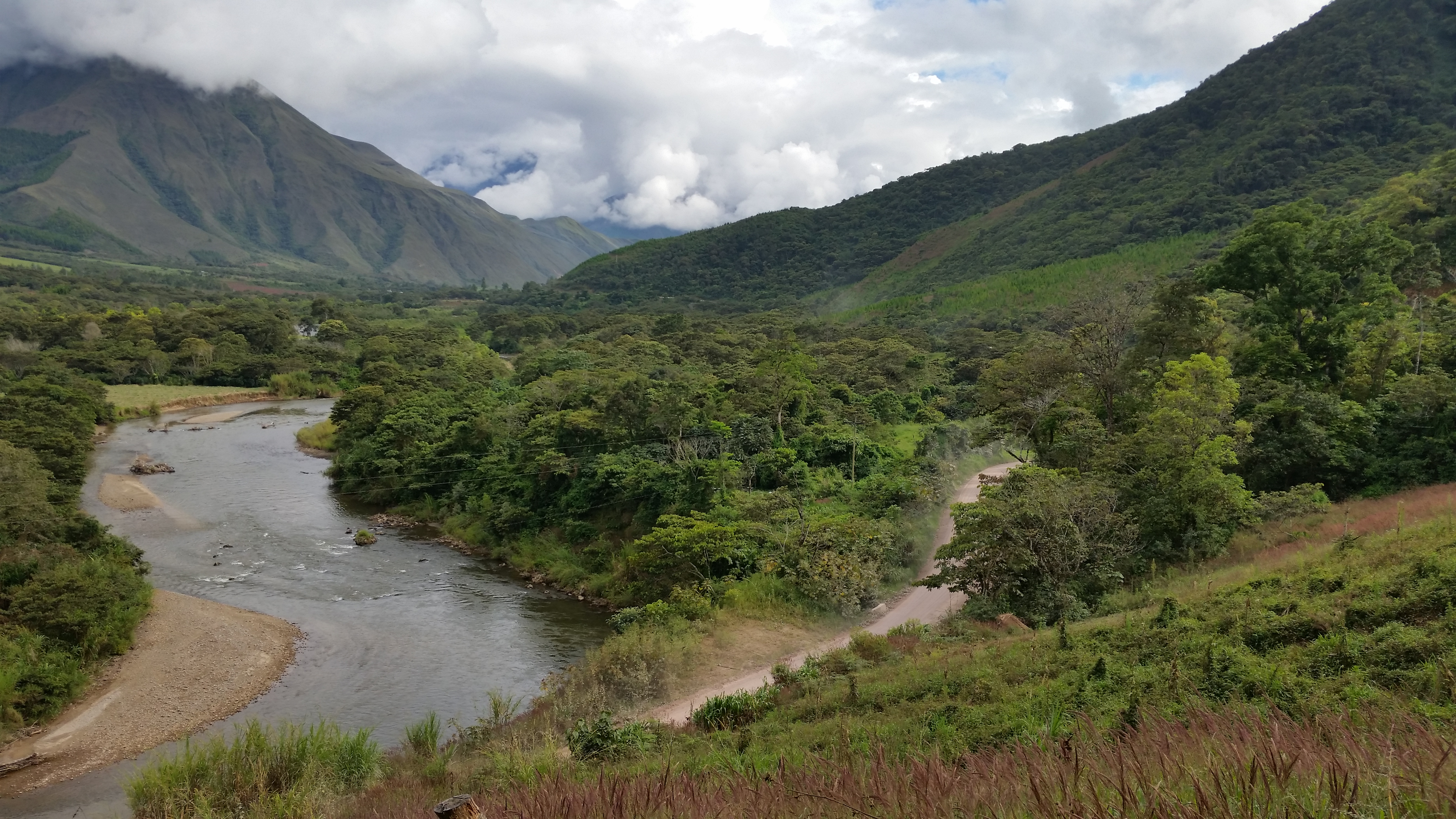
Río Huancabamba

La depresión es un área de transición climática y ecológica, y sus características geográficas son fundamentales para entender la biodiversidad de la región. Actúa como una barrera parcial para la dispersión de especies de la Amazonía hacia la costa del Pacífico y viceversa, lo que ha llevado a la evolución de especies endémicas en ambos lados de la depresión. Este cambio de la flora y fauna empieza a partir del Austro Ecuatoriano, consolidándose en la Provincia de Loja y continúa por el departamento de Piura. La combinación de vientos cálidos y húmedos del este y los vientos secos del oeste crea un clima único con una marcada variación estacional. Esta zona geográfica es conocida por la gran biodiversidad de sus bosques montanos, que son parte de los bosques montanos de la Depresión de Huancabamba.
Desde un punto de vista geológico, la depresión de Huancabamba es el resultado de procesos tectónicos complejos, incluyendo el levantamiento de los Andes y la actividad de fallas. La erosión por la acción de los ríos ha profundizado el valle con el tiempo, contribuyendo a la formación de este paso. Esta característica geomorfológica ha tenido un impacto significativo en la historia humana de la región, ya que ha sido un corredor natural para las migraciones y el comercio desde la época precolombina. La depresión facilita la comunicación entre la costa y la selva alta, conectando los departamentos de Cajamarca, Piura y Amazonas en Perú, y sirviendo como una arteria crucial para la infraestructura de transporte en los Andes. 

### Frontera entre Ecuador y Perú
La región fronteriza entre Ecuador y Perú está definida por dos elementos geográficos principales que actúan como fronteras naturales: la depresión de Huancabamba y el desierto de Sechura. Estas formaciones no solo tienen una gran importancia geológica, sino que también han desempeñado un papel en la historia y la delimitación territorial de ambos países. Su presencia ha influido en la cultura, el clima y la distribución de la población en la zona. La depresión de Huancabamba se extiende a lo largo de la frontera oriental, sirviendo como una barrera natural que separa la Amazonía ecuatoriana de la peruana. Las escarpadas montañas, profundos valles y densa vegetación de esta región dificultan el acceso y el tránsito, creando un límite natural que históricamente ha sido difícil de superar. Esta cordillera no solo define un límite geográfico, sino que también marca una transición climática y ecológica, con diferentes ecosistemas a cada lado. Un rol similar juega el desierto de Sechura marcando el fin de la costa ecuatoriana y el inicio del territorio desértico de Perú.